# Misse (Moor)
Missen sind durch die Waldkiefer (Pinus sylvestris) beherrschte Waldmoore, die in Kamm-, Sattel-, Mulden- und Plateaulagen der Gebirge durch kleinflächige und flachgründige Vermoorungen entstanden sind. Sie weisen nur geringe Torfmächtigkeiten zwischen 30 und maximal 100 cm auf. Der Ausdruck „Misse“ ist eine lokale, für den Nordschwarzwald typische Bezeichnung, und taucht abgewandelt noch als Miß, Müsse oder Müß auf. Die Bezeichnungen gehen vermutlich auf das Wort „Moos“ zurück, da Torfmoose (Sphagnum) entscheidend an der Entstehung beteiligt sind. Wegen des stockenden Wuchses der Bäume könnte jedoch auch „-miss“ in der Wortbedeutung von „schlecht/mies“ namensgebend gewesen sein. 
Ihre größte Verbreitung haben die Missen in den niederschlagsreichen, abflussarmen Plateaulagen. Aber auch verlandete ehemalige Karseen und flache Karböden weisen Missen auf (Hang- bzw. Versumpfungsmoore). Floristisch wie standörtlich leiten Missen zu Hoch- bzw. Regenmooren über, wobei ombrotrophe, also ausschließlich von Regenwasser ernährte Bereiche, (zunächst) allenfalls nur kleinflächig auftreten.

## Entstehung
Missen entstehen auf basenarmen, zu Staunässe neigenden Böden. Weiter müssen noch klimatische Faktoren wie hohe Niederschläge, eine relativ kurze Vegetationsperiode und kühlfeuchtes, montanes Klima als Grundvoraussetzung hinzukommen. Auch menschliche Nutzungseinflüsse begünstigten die Entstehung von Missen. Die Einführung der Stallfütterung im 19. Jahrhundert zwang die Waldbauern zur Nutzung der Bodenvegetation als Einstreu (Streunutzung). Auf den armen Buntsandsteinböden bildeten sich durch den ständigen Nährstoffentzug Rohhumusauflagen. Die Heidelbeere (Vaccinium myrtillus), ein Säurezeiger, wurde zur beherrschenden Zwergstrauchart. Pfeifengras (Molinia caerulea, M. arundinacea) besiedelt in dichten Horsten die trockeneren (Rand-)Bereiche.